# Chiêu Từ Thánh Hiến Hoàng hậu
Chiêu Từ Thánh Hiến Hoàng hậu (chữ Hán: 昭慈聖獻皇后, 1073 - 1131), thường gọi Nguyên Hựu hoàng hậu (元祐皇后), Nguyên Hựu Mạnh hoàng hậu (元祐孟皇后) hay Long Hựu Thái hậu (隆祐太后), là Hoàng hậu đầu tiên của Tống Triết Tông Triệu Hú nhà Bắc Tống trong lịch sử Trung Quốc.
Bà từng hai lần ở trên địa vị Hoàng hậu và hai lần bị phế do những tranh chấp chính trị giữa thời Tống Triết Tông và sau đó là Tống Huy Tông. Vào đầu thời kỳ Nam Tống, Tống Cao Tông phục Tống, Mạnh hậu trước tình hình Trương Bang Xương xưng Đế đã tích cực giúp Cao Tông lên ngôi, bằng cách dùng danh nghĩa 「Tống Thái hậu; 宋太后」 mà lâm triều xưng chế. Đến năm 1129, bà lại một lần nữa trong tình thế Nam Tống nguy khốn mà bị ép phải ra lâm triều xưng chế trong Chính biến Miêu, Lưu. Sau khi cả hai lần dùng hình thức "Thùy liêm thính chính" đầy nghi kị để giúp giữ vững chế độ Nam Tống, bà mới chính thức được Cao Tông tôn làm Hoàng thái hậu.
Cuộc đời của bà được đánh giá ly kỳ và đầy ắp sự sắp đặt, hai lần bị phế truất, hai lần được phục vị, huống hồ dùng thân phận "Thùy liêm" vốn có tiếng xấu giúp đỡ tình hình Nam Tống nguy khốn, vai trò của bà quan trọng không chỉ ở chuyện trong Hậu cung mà cả về vị thế chính trị của quốc gia trong thời loạn. Trong lịch sử hậu cung nhà Tống và trong toàn bộ lịch sử Trung Quốc, gần như không có trường hợp đặc biệt nào như bà vậy.

## Thân thế
Chiêu Từ Thánh Hiến Hoàng hậu Mạnh thị xuất thân thế gia, nguyên quán ở Minh Châu (nay là huyện Vĩnh Niên, tỉnh Hà Bắc, Trung Quốc). Cụ tổ là Phòng ngự sứ Mi Châu kiêm Mã quân Đô Ngu hầu, tặng Thái úy Mạnh Nguyên (孟元), cụ bà Phạm thị (範氏) sau gia tặng Thư Quốc Thái phu nhân, lại cải Sái Quốc. Cụ nội tặng Kiểm hiệu Thái phó, nguyên An Hóa quân Tiết độ sứ Mạnh Tùy (孟隨), cụ bà Trương thị (張氏) tặng Chương Quốc Thái phu nhân, sau đổi Định Quốc, một cụ bà khác là Lưu thị (劉氏) gia tặng Tùy Quốc Thái phu nhân, sau đổi Lộ Quốc. Cha sinh của Mạnh hậu là tặng Vinh Châu Thứ sử, nguyên Hợp Môn Chỉ hầu Mạnh Tại (孟在), mẹ bà là Vương thị (王氏), sau tặng làm Vinh Quốc phu nhân.
Năm Nguyên Hựu thứ 7 (1092), Tống Triết Tông Triệu Húc được 17 tuổi, Tuyên Nhân Cao Thái hoàng tuyển hơn 100 người con gái có dung mạo xinh đẹp từ các nhà danh giá vào cung. Năm đó Mạnh thị 16 tuổi, ôn hòa cẩn trọng mà nhan sắc đoan chính, rất được Cao Thái hoàng và mẹ cả của Triết Tông là Hướng Thái hậu yêu quý.
Cùng năm đó, tháng 2, Cao Thái hoàng triệu các đại thần, liên danh bàn nghị chuyện lập ai trong các thục nữ làm Hoàng hậu, tác phối với Hoàng đế. Khi ấy nghị luận gia thế, xét Mạnh Tại vốn là một tiểu quan, làm đến Hợp Môn chỉ hầu (閤門祗候) không mấy vẻ vang nhưng lại yên ổn không kiêu ngạo, Cao Thái hoàng hỏi nhà họ Mạnh tử tế hay không, đứng đầu các quan Xu mật viện là Hàn Trung Ngạn (韓忠彥) nói:「"Mạnh Tại tuy là quan nhỏ nhưng là người hiền, gia cảnh yên bình, không sinh chuyện"」. Thái hoàng lại dụ:「"Không nên tuyển người từ gia tộc quyền quý, vì quyền quý tất kiêu ngạo, mà kiêu ngạo không dễ giáo dưỡng"」, Trung Ngạn tâu:「"Như người nhà Mạnh Tại đều xuất thân hộ nhỏ, không hề kiêu ngạo. Từ lâu không sinh ra nơi quyền quý, tất sẽ biết cẩn trọng"」. Sau một hồi bàn quyết, ngày 2 tháng 4 (âm lịch), Cao Thái hoàng chọn Mạnh thị làm Hậu, cho mệnh Thượng thư Tả bộc xạ Lã Đại Phòng chuẩn bị nghi giá, thực hiện nghi lễ sách lập Hoàng hậu cho Mạnh thị rất trịnh trọng, dụ rằng:「"Mạnh thị hiểu thông tuệ lễ nghi, nay lập vị Trung cung"」.
Thế rồi, Thái hoàng mệnh chiếu Hàn lâm, Đài gián cùng các Xá đều cật lực thảo dụ lại sách lập Hoàng hậu, cuối cùng chiếu dụ dùng ["Sách Hậu lục lễ"; 冊后六禮] để tiến hành sách Hậu đại điển. Khi Mạnh thị vừa vào cung, Thái hoàng thái hậu bảo với tả hữu rằng:「"Người này hiền thục, nhưng phận bạc. Ngày khác quốc gia có sự biến thì e phải mang vạ trước tiên"」.

## Hoàng hậu và bị phế
Tháng 5 năm đó, ngày Mậu Tuất (16), Triết Tông lên Văn Đức điện (文德殿) làm lễ sách lập Mạnh thị làm Hoàng hậu.
Đại điển sách lập của Mạnh hậu được chép lại rất quy mô. Ngày ấy, mệnh Thượng thư Tả phó xạ Lã Đại Phòng nhiếp Thái úy, sung làm Phụng nghênh sứ, Đồng tri Xu Mật viện Hàn Trung Ngạn nhiếp Tư đồ làm Phó. Thượng thư Tả thừa Tô Tụng nhiếp Thái úy sung Phát sách sứ, Thiêm thư Xu Mật viện sự Vương Nhan Tẩu (王岩叟) nhiếp Tư đồ làm Phó. Thượng thư Tả thừa Tô Triệt nhiếp Thái úy sung Cáo kỳ sứ, Hoàng thúc tổ Đồng tri Đại tông chính sự Triệu Tông Cảnh (趙宗景) nhiếp Tông chính khanh làm Phó. Hoàng bá tổ Phán đại tông chính sự Cao Mật quận vương Triệu Tông Thịnh (趙宗晟) nhiếp Thái súy sung Nạp thành sứ, Hàm lâm học sĩ nhiếp Tông chính khanh làm Phó. Lại bộ Thượng thư Vương Tồn (王存) nhiếp Thái úy sung Nạp cát sứ, Quyền Hộ bộ Thượng thư Lưu Phụng Thế (劉奉世) nhiếp Tông chính khanh làm Phó. Hàn lâm học sĩ Lương Đảo (梁燾) nhiếp Thái úy sung Nạp thái-Vấn danh sứ, Ngự sử Trung thừa Trịnh Ung (鄭雍) nhiếp Tông chính khanh làm Phó. Sau lễ sách lập, tiến phong cha của Hoàng hậu là Hợp Môn Chỉ hầu Mạnh Tại làm Tông nghi sứ, kiêm Thứ sử Vinh Châu; mẹ là Vương thị làm Hoa Nguyên quận quân (華原郡君).
Tuy nhiên, Tống Triết Tông lại không sủng ái Mạnh hậu mà thương yêu một tần ngự khác là Lưu Tiệp dư, một cung nhân có sắc đẹp yêu mị, quyến rũ và rành rẽ thuật hầu hạ, khiến Triết Tông say đắm lắm. Lưu Tiệp dư được sủng ái thì sinh ra kiêu căng, ngạo mạn, không coi Mạnh hậu ra gì. Sau khi đại hôn, Mạnh hậu với Triết Tông chỉ có một con gái là [Phúc Khánh công chúa; 福慶公主]. Đến khi Cao Thái hoàng qua đời (1093), tình hình của Mạnh hậu càng tệ hơn.
Năm Thiệu Thánh thứ 3 (1096), theo lệ thì Hoàng hậu và các phi tần đến tế ở Cảnh Linh cung, lễ xong thì Hoàng hậu và các phi tần được ngồi. Lưu Tiệp dư không thèm để ý, một mình bỏ đi xem hoa, ai cũng lấy làm bất bằng. Đến mùa đông cùng năm, Mạnh hậu dẫn các phi tần đến Long Hựu cung yết kiến Hướng Thái hậu. Mạnh hậu theo lệ được ngồi ở ghế trên, các phi tần phải ngồi ở hai bên, Lưu tiệp dư không muốn, mặt biến sắc; người đi theo lấy ghế của Tiệp dư đặt ngang chỗ Mạnh hậu, Tiệp dư mới chịu ngồi. Thái hậu vừa lên điện, phi tần đứng dậy thỉnh an, đến khi Tiệp dư ngồi xuống thì chiếc ghế biến đâu mất, Tiệp dư ngã sóng xoài; sau đó trở về khóc lóc với Triết Tông. Lưu Tiệp dư dần có hiềm khích với Mạnh hậu, tìm cách lật đổ, bèn cùng Nội thị Hác Tùy (郝隨) liên lạc với Chương Đôn, Thái Kinh bên ngoài.
Mùa thu năm ấy, con gái Mạnh Hoàng hậu là Phúc Khánh công chúa bị bệnh; có người chị của bà thường ra vào cung cấm, biết chuyện đó liền đi xin một lá bùa trừ tà cho công chúa và mời đạo sĩ vào cung làm phép. Mạnh hậu biết chuyện, sợ mang vạ nên nói lại với Triết Tông. Hoàng đế ban đầu cho là chuyện thường tình của con người, không trách tội gì, Mạnh hậu bèn đốt lá bùa trước mặt Triết Tông. Tuy nhiên, tin tức này đã lan truyền trong cung, lời dị nghị nổi lên. Không bao lâu sau, Phúc Khánh công chúa qua đời, lại có người của Lưu Tiệp dư đến tố cáo mẹ nuôi của bà là Thính Tuyên phu nhân Yến thị cầu khấn trong Tam Mạo am, xin cho Mạnh hậu sớm sinh được Hoàng tử. Lưu tiệp dư tung tin trong cung rằng Mạnh hậu dùng bùa chú, tà thuật với ý đồ xấu. Một hôm, Nội thị Hác Tùy lại đến tố cáo Mạnh hậu làm phép trong am, Triết Tông sai Nhập nội áp ban Lương Tùng Chánh (梁從政) và Quản đương ngự dược viện Tô Khuê (蘇珪) đến bắt hoạn quan, cung nữ hơn 30 người, giao cho bọn Thị ngự sử Đổng Đôn Dật (董敦逸) tra hỏi, nhưng không ai chịu khai gian. Đôn Dật bị Chương Đôn (章惇) uy hiếp, phải làm một bản khẩu cung giả trình lên. Tháng 9 năm ấy, ngày Ất Mão, Tống Triết Tông hạ chiếu phế bỏ Mạnh hậu, đày ra Diêu Hoa cung (瑤華宮), hiệu Hoa Dương giáo chủ (華陽教主), Ngọc Thanh Diệu Tĩnh tiên sinh (玉清妙靜仙師), pháp danh Xung Chân (沖真).
Về sau, Đổng Đôn Dật cắn rứt lương tâm, xin xét lại án, Tăng Bố can là không nên. Tống Triết Tông thôi không xét nữa nhưng vẫn thầm trách Chương Đôn. Còn Lưu Tiệp dư sau khi hạ sinh hoàng tử thì được lập làm Hoàng hậu. Tuy nhiên, vị hoàng tử này chào đời mới hơn một tháng đã qua đời.

## Phục giáng liên tiếp
Năm Nguyên Phù thứ 3 (1100), ngày 23 tháng 2, Triết Tông băng hà sau 15 năm trị vì, thọ 23 tuổi. Em Triết Tông là Đoan vương Triệu Cát nối ngôi, tức là Tống Huy Tông. Bấy giờ, Hướng Thái hậu thùy liêm đồng thính chính, chủ trương chèn ép Tân đảng mà trọng dụng Cựu đảng, xin cho Mạnh hoàng hậu phục vị. Tống Huy Tông cho đón Mạnh hoàng hậu trở về cung, do vai vế của Mạnh hậu là Hoàng tẩu (vợ của anh), không thể tôn làm Hoàng thái hậu nên Mạnh hậu được tôn huy hiệu làm Nguyên Hựu Hoàng hậu (元祐皇后), còn Lưu hoàng hậu là Nguyên Phù Hoàng hậu (元符皇后). Khi ấy, trong cung có 2 vị Hoàng tẩu Hoàng hậu. Con gái nhỏ Phúc Khánh công chúa của Mạnh hậu, vào lúc khi Huy Tông lên ngôi đã được truy tặng làm Đặng Quốc công chúa (邓國公主). Năm sau (1101), mùa xuân, Hướng Thái hậu qua đời, Cựu đảng ủng hộ Mạnh hậu bị mất chỗ dựa.
Năm Sùng Ninh nguyên niên (1102), xảy ra Nguyên Hựu đảng nhân sự kiện, Cựu đảng ủng hộ Mạnh hậu bị phế trừ. Bấy giờ, Lưu hậu căm ghét việc Mạnh hậu phục vị nên giật dây cho Phùng Hải (馮澥) dâng sớ chỉ trích Hàn Trung Ngạn, nói Nguyên Hựu Hoàng hậu không đáng phục vị, lại thêm Thái Kinh, Triệu Đĩnh Chi (趙挺之), Trương Thương Anh (張商英) ra sức hùa vào, Tống Huy Tông bất đắc dĩ phải đưa Mạnh hậu trở lại Diêu Hoa cung, lấy hiệu Hi Vi Nguyên Thông Tri Hòa Diệu Tĩnh tiên sư (希微元通知和妙靜仙師). Từ đó, Mạnh hậu lại trải qua tiếp hơn 20 năm kiếp sống tu đạo. Khi đó, Lưu hậu được tôn làm Sùng Ân Thái hậu, sau do kiêu ngạo quá độ, muốn can dự cả việc bên ngoài, tư thông với nhiều người nên bị Tống Huy Tông kiêng dè. Năm Chính Hòa thứ 3 (1113), Tống Huy Tông cùng quần thần nghị định rồi phế truất, Lưu Thái hậu uất ức tự sát.
Năm Tĩnh Khang nguyên niên (1126), đời Tống Khâm Tông, Diêu Hoa cung bị hỏa hoạn, Mạnh hậu dời sang Diên Ninh cung. Rồi Diên Ninh cung cũng gặp lửa, bà lại sang ở chỗ Tư trạch Tướng quốc tự tiền. Tống Khâm Tông cùng quần thần nghị định, muốn khôi phục địa vị cho bà, gọi là Nguyên Hựu Thái hậu (元祐太后). Tuy nhiên, việc đang giữa chừng thì thành Biện Kinh bị người Kim vây hãm. Năm thứ 2 (1127), tháng giêng, Biện Kinh thất thủ, Tống Khâm Tông và Tống Huy Tông bị người Kim bắt làm tù binh, Bắc Tống diệt vong. Sau đó, quân Kim áp giải toàn bộ tông thất nhà Tống đã bắt được lên phía bắc, duy Mạnh hậu do đã bị phế nên không bị giải đi.

## Cuộc đời thăng trầm

### Phục vị lần thứ hai
Khi ấy, người Kim lập Thái tể Trương Bang Xương làm Sở Đế ở Trung Nguyên. Bang Xương tuy có dã tâm tự lập chính quyền, nhưng biết dân chúng vẫn còn nhớ đến triều Tống, bèn nghe theo kiến nghị của Lã Hảo Vấn, sai người rước Mạnh hoàng hậu vào cung, tôn làm 「Tống Thái hậu; 宋太后」 ở Diên Phúc cung (延福宮), nghi lễ giống hệt như khi xưa Tống Thái Tổ đón Chu Thái hậu. Về sau các đại thần trung thành với Tống như Hồ Thuấn Trắc (胡舜陟), Mã Thân (馬伸) đồng loạt dâng sớ ép Bang Xương cho Mạnh Thái hậu buông mành nghe chính, Bang Xương bất đắc dĩ phải nghe theo, khôi phục Mạnh Thái hậu danh hiệu 「Nguyên Hựu Hoàng hậu」, đón vào cung để thùy liêm thính chính.
Lúc bấy giờ, Tông thất triều Tống chỉ còn có Khang vương Triệu Cấu tại Tế Châu, thế là Mạnh Thái hậu sai Thượng thư Tả Hữu thừa Phùng Hải (馮澥), Lý Hồi (李噲) cùng người cháu là Mạnh Trung Hải (孟忠澥) mang thư đón về kinh. Lại mệnh Phó đô chỉ huy sứ Quách Trọng Tuân đem người tới hộ vệ, Ngự doanh Tiền quân Thống chế Trương Tuấn bắt được thư viết tay của Thái hậu liền đem bố cáo thiên hạ để tranh thủ sự ủng hộ cho Khang vương.
Năm ấy ngày 12 tháng 6, Khang vương Triệu Cấu tức vị Hoàng đế ở Nam Kinh, tức là Tống Cao Tông, lập ra triều Nam Tống. Mạnh Thái hậu nghe tin Khang vương lên ngôi, liền bỏ việc buông rèm, chính sự toàn quyền cho Cao Tông quyết định. Cao Tông hoàng đế ra chỉ tấn tôn Mạnh Thái hậu làm Nguyên Hựu Thái hậu (元祐太后), không có chữ ["Hoàng"], nên lúc này Mạnh hậu chưa phải Hoàng thái hậu. Thượng thư tỉnh dâng sớ nói chữ "Nguyên" phạm vào tên của ông nội Mạnh Thái hậu đã được công bố trước đó, vì thế triều đình lại quyết định đổi tôn hiệu của bà là Long Hựu Thái hậu (隆祐太后). Mùa thu năm ấy, quân Kim lại Nam hạ, Cao Tông hoảng hốt bỏ chạy về Dương Châu, mệnh Trọng Tuân hộ vệ Long Hựu Thái hậu đi trước, trú ở trị sở Dương Châu. Về sau, quân Kim lại đánh đến nữa, Cao Tông lại bỏ Dương Châu; Trương Tuấn xin định chỗ ở của lục cung, sai Mạnh Trung Hậu đưa thái hậu đến Hàng Châu, cho Miêu Phó (苗傅) làm Hỗ tùng Thống chế.

### Binh biến Miêu Lưu
Giữa lúc triều đình đang khốn đốn vì sự xâm lược của quân Kim thì ngay trong nội bộ lại nổ ra bất hòa dẫn đến một cuộc chính biến. Hai đại tướng là Miêu Phó (苗傅) và Lưu Chính Ngạn (劉正彥) thấy mình có công lớn mà oán hận triều đình thưởng bạc, lại bất mãn khi thấy Vương Uyên (王渊) trước đây chẳng có tiếng tăm gì mà tự nhiên được phong chức cao, bèn lập mưu giết chết Vương Uyên.
Năm Kiến Viêm thứ 3 (1129), ngày 26 tháng 3 (tức ngày 5 tháng 3 âm lịch), xảy ra Miêu, Lưu binh biến. Miêu Lưu phục quân ở chân cầu, giết được Vương Uyên. Vào cung, Miêu Phó và Lưu Chính Ngạn khi gặp Tống Cao Tông thì ép buộc ông nhượng vị, Hoàng tử Ngụy Quốc công Triệu Phu mới 3 tuổi được tôn lên ngôi. Do Triệu Phu còn nhỏ, Mạnh Thái hậu lại một lần nữa lâm triều tham chính, quyền「Thùy liêm đồng thính chính; 垂簾同聽政」, tôn Cao Tông làm Duệ Thánh Nhân Hiếu Hoàng đế (睿聖仁孝皇帝). Long Hựu Thái hậu phong Miêu Phó là Tiết độ sứ của Vũ Đường quân, Lưu Chính Ngạn là Tiết độ sứ của Vũ Thành quân. Mạnh Thái hậu theo lời Chu Thắng Phi (朱勝非), mỗi lần gặp bọn Miêu, Lưu đều ân cần úy dụ, khiến hai người vui mừng không nghi kỵ gì. Lúc đó, Thái hậu ngầm dụ Hàn Thế Trung, Trương Tuấn, Lã Di Hạo và vợ Thế Trung là Lương Hồng Ngọc ở ngoài lo việc Cần vương. Miêu, Lưu thấy quân Cần vương các nơi kéo đến, rất lo sợ, lại nghe theo Chu Thắng Phi, quyết định nhận tội và lập lại Cao Tông lên ngôi.
Ngày 20 tháng 4 (tức ngày 1 tháng 4 âm lịch), Miêu Phó thỉnh chiếu thư của Long Hựu Thái hậu, đưa Duệ Thánh Nhân Hiếu Hoàng đế lên ngôi lần thứ hai. Chu Thắng Phi vẫn sợ Miêu Phó đổi ý nên xin Long Hựu Thái hậu hạ lệnh xá miễn cho Miêu và Lưu. Hai người dẫn bách quan đến mời Cao Tông phục vị. Hôm sau, Long Hựu Thái hậu trả lại triều chính, Cao Tông được về hành cung phục ngôi. Cao Tông đứng trước Long Hựu Thái hậu, tuyên sách tôn làm Hoàng thái hậu, tôn hiệu Long Hựu Hoàng thái hậu (隆祐皇太后).

### Cuối đời
Hoàng thái hậu Mạnh thị nghe Trương Tuấn là người trung nghĩa, nên bàn với Cao Tông, muốn được gặp mặt. Lại có Thừa nghị lang Phùng Tiếp đứng ra yêu cầu Miêu Phó phục ngôi cho Cao Tông, Thái hậu đề nghị thăng chức cho ông ta, Cao Tông đồng ý. Không bao lâu sau, Cao Tông đến Kiến Khang, mệnh Thiêm thư Xu mật viện sự Trịnh Giác hộ vệ Thái hậu. Khi đến nơi thì Cao Tông lại chạy nữa, lệnh cho Lưu Ninh làm Chế trí sứ Giang Chiết, hộ vệ Thái hậu đến Hồng châu. Mệnh bọn Đằng Khang, Lưu Giác cũng đi theo; sau còn sai Tứ Sương đô chỉ huy sứ Dương Duy Trung dẫn quân theo hộ vệ. Trên đường đi, nội thị và cung nhân chết hơn 10 người, duy Thái hậu vẫn vô sự.
Khi Thái hậu tới Hồng Châu thì được tin Lưu Quang Thế thua trận, quân Kim đã tiến tới Hồng châu. Khang, Giác đưa Thái hậu ra Cát châu. Ngườu Kim truy đuổi rất gấp, thuyền của Thái hậu ngày đi mà đêm không dám nghỉ. Một buổi bình minh, thuyền đến huyện Thái Hòa, chủ thuyền là Cảnh Tín thấy Thái hậu có nhiều vàng bạc châu báu liền cướp bằng hết; quân lính hộ vệ của Dương Duy Trung tan rã, cung nhân hơn 160 người thất lạc đâu mất, Đằng Khang và Lưu Giác cũng bỏ trốn. Lúc này, chỉ còn gần 10 vệ sĩ hộ tống Thái hậu và mẹ của Nguyên Ý Thái tử Triệu Phu là Phan Hiền phi đến Kiền Châu. Bỗng có thổ hào Trần Tân đến cướp thành, bọn Khang, Giác và Duy Trung chống không nổi; bộ tướng của Dương Duy Trung là Hồ Hữu đem quân phản công, giết được Tân, Thái hậu được an toàn. Cao Tông hoàng đế lúc này sai sứ hỏi hành tung của Thái hậu, biết được bà ở Kiền châu nên mệnh Trung thư xá nhân Lý Chánh Dân đến triều yết. Sau đó, Cao Tông sai Ngự doanh ti đô thống Tân Xí Tông, Đái ngự khí giới Phan Vĩnh đón Thái hậu về Việt. Thái hậu đến nơi, Cao Tông đích thân đón ở ngoài cửa, rồi hỏi tội trừng trị bọn tướng theo bảo vệ.
Lúc Thái hậu phục vị, có người cung nhân dùng bùa chú trong cung, Thái hậu nhớ tới oan án của mình khi trước nên không xử tội, chỉ cho người đó ra khỏi cung. Nhân ngày sinh nhật của mình, Thái hậu nói với Cao Tông rằng Tuyên Nhân Cao Thái hậu là người thánh minh nhưng lại bị bọn gian thần hãm hại, bèn xin xá miễn các cáo trạng của Chương Đôn tố cáo Tuyên Nhân Thái hậu, Cao Tông đồng tình. Tống Cao Tông Triệu Cấu đối với Mạnh Thái hậu tuy không có tình ruột thịt, nhưng lại rất hiếu thuận, người bên ngoài dâng nộp đồ quý đều dâng lên cho Thái hậu chi dùng trước rồi mới đến bản thân. Tuyên giáo lang Phạm Đảo có hiềm khích với Mạnh Trung Hậu, tố cáo với Cao Tông rằng Thái hậu bí mật nuôi một hoàng tử con của Tống Khâm Tông, Cao Tông bèn nói:「"Trẫm với Thái hậu khác gì mẹ con, làm sao có chuyện đó"」. Rồi trị tội người nói gièm.

## Qua đời
Thiệu Hưng nguyên niên (1131), tháng 4, ngày Canh Thìn, Long Hựu Hoàng thái hậu Mạnh thị qua đời ở điện Tây của hành cung, thọ 59 tuổi.
Cao Tông buồn bã, dụ nói:「"Trẫm lấy kế thể làm trọng, đương nên trọng phục, phàm lễ nghi của Thái hậu đều dùng lễ Mẫu hậu lâm triều"」. Bà được an táng ở Thượng Hoàng thôn, huyện Cối Kê, Chiết Giang. Tháng 6, ngày Nhâm Thân, bà được tôn thụy hiệu là Chiêu Từ Hiến Liệt Hoàng hậu (昭慈獻烈皇后), là thụy 4 chữ theo tiêu chuẩn "Nữ hậu xưng Chế" bắt đầu từ Chương Hiến Lưu Thái hậu. Tháng 8, bài vị của Chiêu Từ Hiến Liệt hoàng hậu được đặt trong miếu Tống Triết Tông tại Ôn Châu, đặt trên cả bài vị của Chiêu Hoài Lưu Hoàng hậu. Sang năm thứ 3 (1133), Cao Tông ân chuẩn cho đổi thụy hiệu Chiêu Từ Hiến Liệt Hoàng hậu thành Chiêu Từ Thánh Hiến Hoàng hậu (昭慈聖獻皇后), gia ân cho người trong họ được hơn 50 người.